# Бровченко Тамара Олександрівна
Бро́вченко Тама́ра Олекса́ндрівна (9 червня 1923, Одеса) — українська мовознавиця, доктор філологічних наук та професорка з 1973 року.

## Біографія
1947 року закінчила Одеський педагогічний інститут іноземних мов за фахом «англійська мова». Працювала в ньому (1948—1960).
З 1960 — в Одеському університеті; доцент кафедри фонетики, з 1975 — завідувач кафедри теорії та практики фонетики англійської мови. У 1993 очолила лабораторію експериментальної фонетики, роботу якої було відновлено в університеті після 30-річної перерви.
Нагороджена знаком «Відмінник народної освіти» та медаллю «За доблесну працю».

## Наукова діяльність
Авторка праць з теоретичної і прикладної фонетики, експериментального дослідження англійської і української мов:
- «Порівняльний аналіз голосних української й англійської мов» (1954),
- «Порівняльний аналіз приголосних української та англійської мов» (1955, обидві — рос. мовою),
- «Фонетика англійської мови» (1964, у співавт.),
- «Словесний наголос в сучасній українській мові» (1969),
- «Метод статистичного аналізу у фонетичних дослідженнях» (1976, у співавт.; російською мовою),
- «Контрастивний аналіз фонологічних систем англійської, української та російської мов» (1981),
- «Інтонаційні засоби мовної експресії» (1989),
- «Інтонаційна виразність звукового мовлення засобів масової інформації» (1994, у співавторстві).